# Ботанический сад (Грудзёндз)

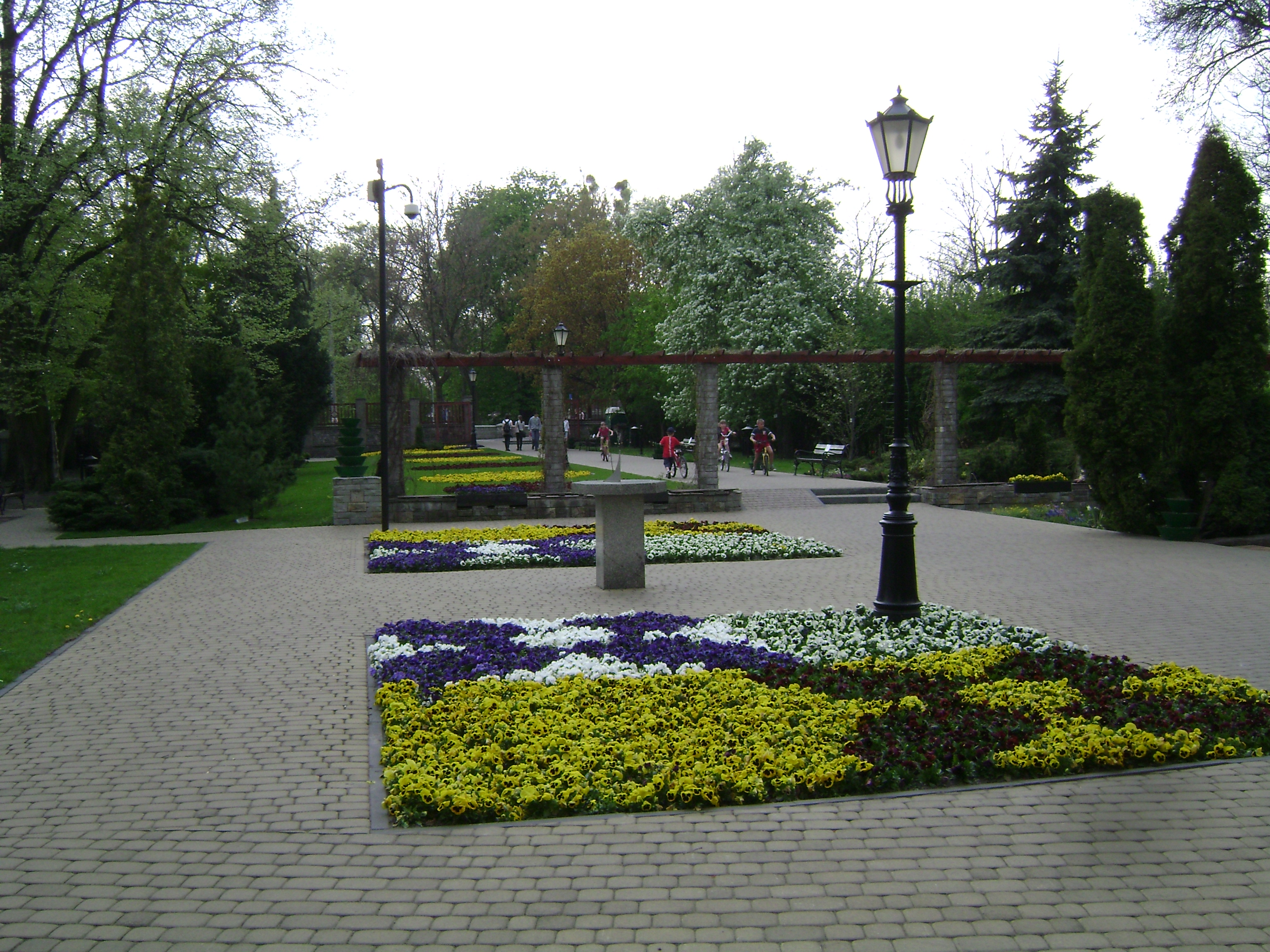
Ботанический сад в 2011

Ботанический сад в Грудзёндзе (пол. Ogród Botaniczny w Grudziądzu, до Второй мировой войны — Ботанический парк им. Короля Яна III Собеского) — ботанический сад в городе Грудзёндзе (Куявско-Поморское воеводство, Польша).
Ботанический сад расположен над каналом Тринка, между ул. Бема и ул. Армии Крайовой. Занимает площадь в 0,51 га.

## Краткие сведения
Разрешение о создании дендрологического сада было принято 12 июля 1933. Работы по его созданию продолжались на протяжении двух лет. Ботанический сад был окружён забором с двумя воротами. Были высажены редкие виды и сорта деревьев и кустарников. В южной части сада были созданы цветочные ковры, которыми был известен довоенный Грудзёндз. Сад пересекает пешеходная дорожка длиной 2 км, проложенная вдоль канала Тринка от улицы Монашеской до улицы Карабинеров. Ботанический сад был открыт в 1935 году.
В 2008 году была проведена реконструкция сада — сделали ремонт газона, убрали больные деревья и кустарники, высадили новые растения, купили новые скамейки, заменили осветительные фонари. Были обновлены солнечные часы и бассейн для водных растений, посажены сотни деревьев и кустарников более 30 видов, в том числе: гинкго двулопастный, скумпия кожевенная, магнолия Суланжа, сосна стланиковая европейская, сосна веймутова, клён японский, лириодендрон тюльпановый, пихта корейская, ракитник обыкновенный.
Установлены таблички с польским и латинским названиями вида и местом происхождения. Весной посетители могут увидеть цветущие подснежники, лилии, крокусы, тюльпаны, нарциссы и ирисы.